# Uvaroviella bordoni
Uvaroviella bordoni är en insektsart som först beskrevs av Lucien Chopard 1970.  Uvaroviella bordoni ingår i släktet Uvaroviella och familjen syrsor. Inga underarter finns listade i Catalogue of Life.